# Microphyes
Microphyes é um género botânico pertencente à família Caryophyllaceae.